# دبيس بن صدقة
 أَبُو الأَعَز دُبَيْس بْنُ سَيفِ الدَوْلَة أَبِي الحَسَن صَدَقَة بْنِ مَنْصُور بْنِ دُبَيْس بْنِ عَلِي بْنُ مَزِيد النَاشِرِي الأَسَدِي (463هـ - 529هـ)، حاكم الحلة المزيدية وأمير بادية العراق خلال اعوام (512-529 هـ / 1119-1135م) من أمراء بني مزيد الأسديين.
قال عنه ابن خلكان «كان جواداً كريماً عنده معرفة بالأدب والشعر، وتمكن في خلافة الإمام المسترشد بالله واستولى على كثير من بلاد العراق، وهو من بيت كبير». وقد طلب دبيس من السلطان محمود بن محمد بن ملكشاه أن يرده إلى الحلة فاجابه إلى ذلك فعظم أمره. وقد عرف عنه أنه من المشاغبين الذين عاثوا فسادا في بغداد وما حولها

وكان شاعرًا وله نظم حسن.

## الحكم
في عام 514 هـ / 1121م نهب دبيس البلاد وركب بنفسه إلى بغداد، ونصب خيمته بإزاء دار الخلافة، وذكر كيف طيف برأس أبيه في البلاد، وتهدد الخليفة المسترشد بالله، فأرسل الخليفة إليه يسكن جأشه ويعده أنه سيصلح ما بينه وبين السلطان محمود، فلما قدم السلطان محمود بغداد أرسل دبيس يستأمنه فأمنه وأجراه على عادته.

### إثارته للفتن
كان مسعود ابن السلطان محمد له الموصل وأذربيجان
فكاتب دبيس بن صدقة جيوش بك أتابك مسعود يشير عليه بطلب السلطنة لمسعود ووعده دبيس بأن يسير إليه وينجده وكان غرض دبيس أن يوقع بين محمود ومسعود لينال دبيس علو المنزلة كما نالها أبوه صدقة بسبب وقوع الخلاف بين بركيارق وأخيه
محمد بن ملكشاه.
وكان ذلك في عام 514هـ / 1121م فأجاب مسعود إلى ذلك وخطب لنفسه بالسلطنة وجمع عسكره وسار إلى أخيه محمود والتقوا عند عقبة أستراباذ منتصف ربيع الأول من هذه السنة واشتد القتال بينهم فانهزم مسعود وعسكره ولما انهزم مسعود اختفى في جبل وأرسل يطلب من أخيه محمود الأمان فبذله له وقدم مسعود إلى أخيه محمود فأمر محمود بخروج العسكر إلى تلقيه ولما التقيا اعتنقا وبكيا وبالغ محمود في الإحسان إلى أخيه مسعود وفي له ثم قسم جيوش بك أتابك مسعود على محمود فأحسن إليه أيضاً وأما دبيس بن صدقة فإنه لما بلغه انهزام مسعود أخذ في إفساد البلاد ونهبها وكاتبه محمود فلم يلتفت إليه. ثم أنه نهب جسر السلطان فركب السلطان بنفسه لقتاله واستصحب معه ألف سفينة ليعبر فيها، ولما قرب منه خرج دبيس عن الحلة والتجأ إلى أيلغازي بن أرتق صاحب ماردين، فأقام عنده سنة. ثم اتفق الحال على أن يرسل دبيس أخاه منصوراً رهينة ويعود إلى الحلة فأجيب إلى ذلك.
وفي عام 516هـ / 1123م التقى دبيس مع آق سنقر البرسقي فانتصر دبيس وقتل خلقاً من جيشه، فأوثق السلطان منصور بن صدقة أخا دبيس وولده، ورفعهما إلى القلعة، فعند ذلك آذى دبيس تلك الناحية ونهب البلاد، وجز شعره ولبس السواد، ونهبت أموال الخليفة أيضا، فنودي في بغداد للخروج لقتاله. والتقى الفريقان وقد شهر الخليفة سيفه وكبر واقترب من المعركة، فحمل عنتر بن أبي العسكر على ميمنة الخليفة فكسرها وقتل أميرها، ثم حمل مرة ثانية فكشفهم كالأولى، فحمل عليه عماد الدين زنكي بن آقسنقر فأسر عنتر وأسر معه بديل بن زائدة، ثم انهزم عسكر دبيس وألقوا انفسهم بالماء، فغرق كثير منهم، فأمر الخليفة بضرب أعناق الأسرى صبرا ببين يديه، وحصل نساء دبيس وسراريه تحت الأسر، وعاد الخليفة إلى بغداد فدخلها في عاشوراء من عام 517هـ. وقد عزل نقيب العلويين وهدمت داره وهو (علي بن أفلح) لأنه كان عيناً لدبيس.

### تشرده
وأما دبيس فقد نجا وقصد غزية من عرب نجد فلم يطيعوه فذهب إلى المنتفق واتفقوا معه فصحبهم إلى البصرة فدخلها ونهبها وقتل أميرها، ثم خاف من البرسقي فخرج منها إلى الشام وصار مع الفرنج في حصار حلب وأخذوا في بناء بيوت لهم بظاهرها فعظم الأمر على أهلها ولم ينجدهم صاحبها تمرتاش لإيثاره الرفاهة والدعة فكاتب أهل حلب آق سنقر البرسقي صاحب الموصل فـي تسلميها إليه فسار إليهم فلما قرب من حلب رحلت الفرنج عنها وسلم أهل حلب المدينة والقلعة إليه واستقرت في ملك البرسقي مع الموصل وغيرها. وعندما فشل حصار حلب التجأ دبيس إلى طغرل بن محمد بن ملكشاه عام 519هـ / 1126م وقد اتفقا على أخذ بغداد، فعلم الخليفة بذلك واستعد لهما، فمرض طغرل ولم يشترك بالمعركة. لذلك فقد التجأ طغرل ودبيس إلى الملك سنجر وسألاه العفو من الخليفة والسلطان محمود، أما دبيس فقد حبس في قلعة. حتى عام 522هـ / 1129م عندما تصالح السلطان محمود مع السلطان سنجر بعد خشونة وجفاء، فسلم سنجر دبيسا إلى السلطان محمود على أن يسترضي عنه الخليفة ويعزل زنكي عن الموصل ويعطيها لدبيس، إلا أن عماد الدين زنكي أقنع السلطان محمود بأهميته في ولاية الموصل، وذلك بإعطائه 100 ألف دينار كل سنة وهدايا وتحف، وللخليفة مثلها على أن لايولي دبيس شيئا وأن يستمر زنكي على عمله بالموصل، ثم سرت شائعة في ربيع الأول بان دبيس أقبل إلى بغداد في جيش كثيف، فأرسل الخليفة إلى السلطان محمود: لئن لم تكف دبيسا عن القدوم إلى بغداد، وإلا خرجنا إليه ونقضنا ما بيننا وبينك من المواثيق والعهود.
دخل دبيس الحلة في شهر رمضان 523هـ / 1129م بأصحابه وكانوا 300 فارس، فلما سمع السلطان الخبر أحضر الأميرين قزل والأحمديلي وقال لهما: أنتما ضمنتما دبيسا مني وأريده منكما، فسار الأحمديلي إلى العراق إلى دبيس ليكف شره عن البلاد، ويحضره إلى السلطان. فلما سمع دبيس الخبر أرسل إلى الخليفة يستعطفه، ويقول: إن رضيت عني فأنا أرد أضعاف ما أخذت، وأكون العبد المملوك. فتردد الرسل ودبيس يجمع الأموال والغلات من القرى حتى حصل نحوا من 500 ألف دينار، واجتمع معه عشرة آلاف فارس، ووصل الأحمديلي بغداد في شوال، وسار في أثر دبيس. ثم إن السلطان محمود سار إلى العراق، فلما سمع دبيس بذلك أرسل إليه هدايا جليلة المقدار وبذل ثلاثمائة حصان منعَّلة بالذهب ومائتي ألف دينار، ليرضى عنه السلطان والخليفة. فلم يجبه إلى ذلك، ووصل السلطان إلى بغداد في ذي القعدة، فلما تيقَّن دبيس وصوله رحل إلى البرية وقصد البصرة ونهبها، وأخذ منها أموالاً كثيراً وما للخليفة والسلطان هناك من الدخل، فسيَّر السلطان أثره عشرة آلاف فارس، فانهزم دبيس إلى البرية.

### أسره
وفي شعبان عام 525هـ / 1131م تم أسر دبيس بن صدقة وهو في طريقه من العراق إلى صرخـد بسبب أن صاحب صرخد كان خصياً وكانت له سرية فتوفي الخصي في هذه السنة واستولت سريته على قلعة صرخد وما فيها وعلمت أنه لا يتم لها ذلك إن لم تتصل برجل له قوة ونجمة يحميها، فوصف لها دبيس وحاله في العراق وكثرة عشيرته فكتبت تستدعيه لتتزوج به، وتسلم إليه صرخد وما فيها من مال وغيره. فلحقه الكتاب بعد مفارقته البصرة. وقفل من العراق إلى الشام ومعه الأدلاء، فضل به الأدلاء بنواحي دمشق فنزل بناس من كلب كانوا شرقي الغوطة فأخذوه وحملوه إلى بوري بن طغتكين صاحب دمشق، فحبسه بوري وسمع عماد الدين زنكي بأسر دبيس فأرسل إلى بوري يطلبه ويبذل له إطلاق ولده سونج ومن معه من الأمراء الذين غدر بهم زنكي وقبضهم، وقيل أنه دفع له 50 ألف دينار ثمنا لدبيس.
فأجاب بوري إلى ذلك وتسلم الزنكي دبيس فأيقن بالهلاك لأنه كان كثير الوقيعة في عماد الدين زنكي، ففعل معه الزنكي بخلاف ما كان يظن وأحسن إلى دبيس وحمل إليه الأموال والسلاح والدواب وقدمه على نفسه ولم يزل دبيس مع عماد الدين زنكي حتى انحدر معه إلى العراق، فسمع الخليفة المسترشد بالله بقبض دبيس فأرسل يطلبه، فبعثه إلى الخليفة. فلما وصل الموصل حبس في قلعتها.

### حربه مع الخليفة
كاتب السلطان سنجر كلا من عماد الدين زنكي ودبيس وأمرهما بقصد بغداد والاستيلاء عليها. فلما علم الخليفة بذلك أسرع العودة إليها، وعبر إلى الجانب الغربي، وسار فنزل بالعباسية ونزل عماد الدين بالمناريَّة من الدجيل، والتقيا بحصن البرامكة 27 من رجب. فابتدأ زنكي فحمل على ميمنة الخليفة وبها جمال الدولة إقبال فانهزموا منه، وحمل نظر الخادم من ميسرة الخليفة على ميمنة عماد الدين ودبيس، وحمل الخليفة بنفسه، واشتد القتال فانهزم دبيس. وأراد عماد الدين الصبر فرأى الناس قد تفرقوا عنه، فانهزم أيضا وقتل بينهم خلق كثير وأسر جماعة.
وفي هذه السنة عاد دبيس بعد انهزامه المذكور يلوذ ببلاد الحلة وتلك النواحي وجمع جمعا، وكانت تلك الولاية بيد إقبال المسترشدي، فأُمد بعسكر من بغداد، فالتقى هو ودبيس. فانهزم دبيس واختفى في أجمة هناك وبقي ثلاثة أيام لم يطعم شيئا، ولم يقدر على التخلّص منها حتى أخرجه حمّال على ظهره، ثم جمع جمعاً وقصد واسط، وانضم إليه عسكرها وبختيار وشاق وابن أبي الجبر، ولم يزل فيها إلى أن دخلت سنة 527هـ /1133م، فنفذ إليه الخليفة بجيش، فاقتتلوا في الماء والبر، فانهزم الواسطيون ودبيس وأسر بختيار وشاق وغيره من الأمراء. فانهزم دبيس وسار إلى السلطان مسعود وأقام عنده.

## مقتله
كان دبيس في خدمة السلطان مسعود بن محمد بن ملكشاه السلجوقي وهم نازلون على باب المراغة من بلاد أذربيجان ومعهم الإمام المسترشد بالله، فيقال إن السلطان دس على المسترشد جماعة من الباطنية فهجموا خيمته وقتلوه وخاف أن تنسب القضية إليه، وأراد أن تنسب إلى دبيس فتركه إلى أن جاء إلى الخدمة وجلس على باب خيمة السلطان، فسير بعض مماليكه، فجاءه من ورائه وضرب رأسه بالسيف فأبانه، وأظهر السلطان بعد ذلك أنه إنما فعل هذا انتقاماً منه بما فعل في حق الإمام، وكان ذلك بعد قتل الإمام بشهر.
ويقال أن سبب قتله أن السلطان مسعود كتب إلى نور الدين زنكي يستدعيه ليفتك به، وأطلع دبيس على شيء من ذلك فكتب كتابا إليه يحذره فيه من المجيء إلى السلطان، فامتنع من ذلك فعلم السلطان مسعود فكان ذلك سبب قتل دبيس. وقد نقل ابن العديم عن أحد شهود العيان لحادثة مقتله التالي: استشعر دبيس بالأمر الرديء من قبل السلطان وكان في تلك الليلة تقدم إلى خواصه أن ارحلوا فرحلوا وتركوا الخيام بآلاتها، وسار مقدار ثلاث فراسخ، فرده القدر الذي لا بد منه، وقال للصحبة: قد ضجرت من الشتات في أقطار الجهات وما قضاه الله فقد أمضاه، وعاد ولم يشعر به غير من كان معه، فلما أصبح ركب مع السلطان على عادته، ونزل السلطان في النوبتيه والأمراء معه على العادة المألوفة وحضر الطعام فأكلوا وأخذ الناس في الانصراف، وكان السلطان قد دخل إلى خركاه في جانب النوبتية فأراد الأمير دبيس الانصراف، فتقدم إليه رجل معمم بزي الكتاب وقال له: السلطان يقول لك قد ورد علينا كتب ونشتهي تسمعها، فجلس واستدعى مني خلالاً، وجعل يتخلل والكاتب بين يديه فرأيت تركيا قد خرج من الخركاه وبيده صمصامة مجردة فمشى حتى صار على رأس الأمير فلم يلتفت إليه، وعاد دخل الخركاه وليس في النوبتية جالس غيره والكاتب بين يديه ثم عاد الغلام التركي خرج حتى حاذى الأمير وضربه على رقبته فرأيت رأسه معلقاً بجلدة رقبته، فهربت من ساعتي وكان بباب خوي، وحمل بعد ذلك ودفن بالمشهد بماردين قلت: شاهدت المشهد المدفون به دبيس، وهو من غربي مدينة ماردين وقبليها داخل البلد بنته كهار خاتون بنت نجم الدين إلغازي بن أرتق صاحب ماردين زوجة دبيس ونقلته من خوي فدفنته به. وقد قتل دبيس بالمراغة يوم الأربعاء الرابع عشر من ذي الحجة سنة تسع وعشرين وخمسمائة. وقد تزوج السلطان بعد ذلك ابنة دبيس وأمها شرف خاتون ابنة عميد الدولة ابن فخر الدولة محمد بن جهير، وأم شرف خاتون المذكورة زبيدة بنت الوزير نظام الملك.
وفي كتاب البداية والنهاية لابن كثير يقول في أحداث عام 529هـ:
«دبيس بن صدقة، أبو الأعز الأسدي الأمير من بيت الإمارة وسادة الإعراب، كان شجاعا بطلا، فعل الأفاعيل وتمرغ في البلاد من خوفه من الخليفة، فلما قتل الخليفة عاش بعده أربعا وثلاثين يوما، ثم اتهم عند السلطان بأنه كاتب زنكي ينهاه عن القدوم إلى السلطان ويحذره منه، ويأمره أن ينجو بنفسه، فبعث إليه السلطان غلاما أرمنيا فوجده منكسا رأسه يفكر في خيمته، فما كلمه حتى شهر سيفه فضربه فأبان رأسه عن جثته، ويقال بل استدعاه السلطان فقتله صبرا بين يديه. والله أعلم.»